# X Państwowe Liceum i Gimnazjum im. Henryka Sienkiewicza we Lwowie
X Państwowe Liceum i Gimnazjum im. Henryka Sienkiewicza we Lwowie – polska szkoła z siedzibą we Lwowie w okresie II Rzeczypospolitej, od 1938 o statusie gimnazjum i liceum ogólnokształcącego.

## Historia
Po odzyskaniu przez Polskę niepodległości w 1919 powstało X Państwowe Gimnazjum im. Henryka Sienkiewicza we Lwowie w wyniku przekształcenia dotychczas istniejącej filii VII Państwowego Gimnazjum we Lwowie.
Gimnazjum działało w typie humanistycznym. W latach 20. szkoła mieściła się przy ulicy Wałowej 18, w budynku klasztornym oo. bernardynów, w którym wcześniej były ulokowane III Gimnazjum i V Gimnazjum. W 1926 w gimnazjum prowadzono osiem klas w ośmiu oddziałach, w których uczyło się 367 uczniów wyłącznie płci męskiej.
Zarządzeniem Ministra Wyznań Religijnych i Oświecenia Publicznego Wojciecha Świętosławskiego z 23 lutego 1937 „X Państwowe Gimnazjum im. Henryka Sienkiewicza we Lwowie” zostało przekształcone w „X Państwowe Liceum i Gimnazjum im. Henryka Sienkiewicza we Lwowie” (państwową szkołę średnią ogólnokształcącą, złożoną z czteroletniego gimnazjum i dwuletniego liceum), a po wejściu w życie tzw. reformy jędrzejewiczowskiej szkoła miała charakter męski, a wydział liceum ogólnokształcącego był prowadzony w typie humanistycznym.
Do 1939 szkoła mieściła się pod adresem ulicy Ochronek 4 (obecna ulica Konyśkoho).

## Dyrektorzy
- Dezydery Ostrowski (kier. do ok. 1911)[8][9]
- dr Benon Janowski (kier. od ok. 1911[10][11][12][13], potem dyr.[14][1][4])

## Nauczyciele
- Sebastian Flizak
- Kajetan Golczewski
- Michał Siciński
- Rudolf Wacek
- Andrzej Wyka

## Uczniowie i absolwenci
Absolwenci
- Arnold Andrunik – urzędnik (ekst. 1938)
- Jan Ernst – geograf, artysta muzyk
- Rafał Kiernicki (właśc. Władysław Kiernicki) – duchowny rzymskokatolicki, biskup (1924)
- Jerzy Michotek – aktor
- Lesław Pauli – historyk prawa (1937)
- Antoni Plamitzer – elektrotechnik (1934)
- Marian Rechowicz – duchowny rzymskokatolicki, biskup (1929)
- Robert Szewalski – inżynier i uczony (1921)
- Leon Thorn(inne języki) – rabin i autor (1929)

Uczniowie
- Mieczysław Glanc – funkcjonariusz aparatu bezpieczeństwa PRL
- Czesław Klimuszko – zakonnik
- Jerzy Pytlakowski – prozaik, dziennikarz